# الغدير (مادبا)
الغدير منطقة سكنية تقع في لواء ذيبان، محافظة مادبا في الأردن. تنتمي المنطقة لقضاء مليح الذي يضم 13 منطقة. يقدر عدد سكانها بـ 350 نسمة حسب إحصاء 2015.

## الوصلات الخارجية
- دائرة الاحصاءات العامة